# 王鈺 (網球運動員)
王鈺（1981年8月1日—），2003年起取代朱本強成為中國排名第一的網球运动员。11歲開始在天津網球師範學院接觸網球，並師承多位中國網球名將。2005年全運會與孫鵬被譽為振興天津市在國內網球的霸主地位的希望。
他曾代表中國參加台維斯盃、亞運會等大型賽事，代表天津参加全運會。單打世界排名最高為309位，雙打則為438位。台維斯盃戰績為7勝14負，其中2006年在護級附加賽中更以兩盤6-0擊退巴基斯坦的Asim Shafik。

## 外部連結
- 王鈺（英文/西班牙文）的官方資料
- 王鈺 (網球運動員)的國際網球總會 職業／青少年 官方資料（英文）
- 王鈺的官方資料（英文）